# Cerotainia nigripennis
Cerotainia nigripennis là một loài ruồi trong họ Asilidae. Cerotainia nigripennis được Bellardi miêu tả năm 1861. Loài này phân bố ở vùng Tân nhiệt đới.